# Символика Одессы
Символика Одессы — герб, флаг, гимн и девиз города Одессы.

## Герб

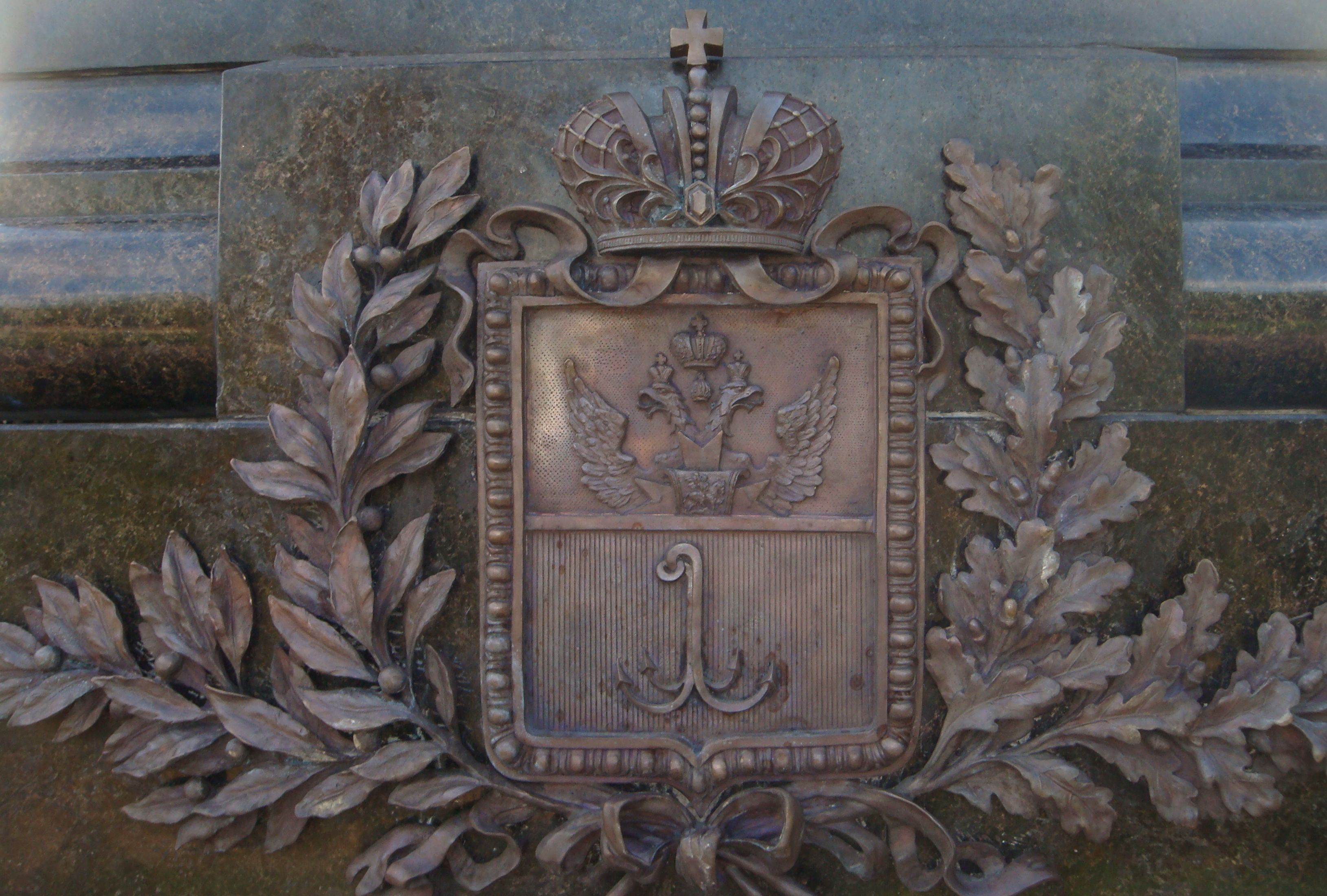
Герб Одессы образца до 1917 года, выполненный в бронзе (деталь Александровской колонны)

Современный герб Одессы представляет собой серебряный якорь-кошка с четырьмя лапами в червлёном поле. Щит на гербе расположен в золотом картуше и увенчан золотой городской короной, под которой изображен контур пятиконечной Звезды Города-героя. Утвержден 29 июня 1999 года.

Герб с изображением якоря-кошки город получил ещё в имперский период. В то время в верхней половине щита изображался двуглавый орёл. Первый герб Одессы был утвержден 22 апреля 1798 года: «В верхней золотой части щита возникающий государственный орел, в нижней червленой части серебряный якорь». Так как герб Одессы утверждался при Павле I, то российский орел в верхней половине щита изображался «павловского типа» — с мальтийским крестом на груди.

## Флаг
Флаг города представляет собой прямоугольное полотнище с упрощённым гербом по центру, разделённое по вертикали на три части — красную, белую и жёлтую. Утверждён 29 июня 1999 года.

## Гимн
Официальным гимном города Одессы является «Песня об Одессе» из оперетты «Белая акация» (музыка — И. О. Дунаевский, слова — В. З. Масс и М. А. Червинский). Фрагмент именно этой мелодии играют куранты на здании городской администрации . Проект городского устава, вынесенный на общественное обсуждение 14 июня 2011 года, предлагал в качестве гимна Одессы песню Леонида Утёсова «У Чёрного моря».
Когда я пою о широком просторе,

О море, зовущем в чужие края,

О ласковом море, о счастье и горе,

Пою о тебе я, Одесса моя.

Я вижу везде твои ясные зори, Одесса.

Со мною везде твоё небо и море, Одесса.

И в сердце моём ты всюду со мной,

Одесса, мой город родной!

Когда я пою о любви без предела,

О людях, умеющих верить и ждать,

О гроздях душистых акации белой,

Тебе я спешу эту песню отдать…

Я вижу везде твои ясные зори, Одесса.

Со мною везде твоё небо и море, Одесса.

И в сердце моём ты всюду со мной,

Одесса, мой город родной!
Запись mp3 в исполнении Т. И. Шмыги — 

## Туристический слоган и символ
В июне 2012 года дизайнерская студия Артемия Лебедева выпустила логотип и фирменный стиль для Одессы. Логотип принадлежит частному лицу Ивану Липтуге и коммунальному предприятию «Туристический информационный центр города Одесса». Студия также  разработала фирменные шрифты и цвета логотипа, а также составили правила нанесения логотипа на различные изделия (сувениры, одежду, бижутерию и тому подобное). Одесский городской голова Алексей Костусев в августе 2012 года своим распоряжением рекомендовал «всем заинтересованным в развитии туристической отрасли использование туристического логотипа г.Одессы».